# Ligonier (Indiana)
Ligonier è una città degli Stati Uniti d'America, situata nello Stato dell'Indiana e in particolare nella Contea di Noble.